# Kalina Bojadzjieva
Kalina Bojadzjieva (bulgariska: Калина Бояджиева), född 14 juni 2006, är en bulgarisk taekwondoutövare.

## Karriär
I juni 2023 tävlade Bojadzjieva i +73 kg-klassen vid VM i Baku, där hon blev utslagen i sextondelsfinalen av franska Solène Avoulète. Samma månad tog Bojadzjieva även brons i +73 kg-klassen vid europeiska spelen i Kraków-Małopolska. I augusti 2023 tog hon guld i +68 kg-klassen vid junior-EM i Tallinn.